# 孫宅巍
孫 宅巍（そん たくぎ、1940年 - ）は、中国近代史、特に南京事件の研究者。

## 略歴
1962年、南京大学歴史系卒業。
江蘇省社会科学院研究員、元歴史研究所副所長。江蘇省中国近現代史学会副会長、南京大屠殺史研究会副会長、中国抗日戦争史学会理事などの重職を歴任。南京師範大学侵華日軍南京大屠殺研究センター顧問。

## 南京事件の研究
南京事件の地理範囲を南京市（いわゆる南京行政区、近隣6県を含まない）として研究している。
南京における中国側兵力について1985年に「評唐生智在保衛戦中的功過」で南京防衛軍を10万人としていたが、1988年に「南京保衛戦史」で15万人に上方修正した。また従来、日本兵による虐殺被害者数を30万人としてきたが、2000年に「江海学刊」で算出方法の変更等で40万人に上方修正するなど、人数が大きく変化する傾向が顕著である。
南京大虐殺に関する中国政府の公式見解と孫宅巍の研究成果は緊密な関係がみられる。

## 著書
- 『蔣介石的寵将陳誠』（河南人民出版社、1990年）
- 『1937南京悲歌』（台湾先智出版事業有限公司、1995年）
- 『南京保衛戦史』（台湾五南図書出版公司、1997年）
- 『南京大屠殺』（北京出版社、1997年）